# Koš (poen)
Koš je pojam u košarci koji se koristi za praćenje postignutih poena u igri. Naziv potiče od obruča koji ima oblik koša i kroz koji se ubacuje lopta.

## Vrednost poena
U početku razvoja košarke, svaki koš vredeo je jedan poen. Godine 1896. uvedeno je pravilo da koš postignut iz igre vredi 2 poena, a koš iz slobodnog bacanja vredi 1 poen. To pravilo dopunjeno je 1967. - uvedena je "linija 3 poena", kružni luk s poluprečnikom iz centra koša. Dužina poluprečnika se menjala vremenom i sada iznosi 6,75 m po pravilima FIBA i WNBA i 7,24 m (6.70 m sa strane, zbog prostora do ivice terena) u NBA.
Koševi nose različiti broj poena, zavisno od situacije iz koje su postignuti:
- Iz slobodnog bacanja - 1 poen,
- Unutar linije 3 poena - 2 poena i
- Izvan linije 3 poena - 3 poena.

Tim koji do kraja utakmice u zbiru ostvari više poena, pobednik je te utakmice. U slučaju istog broja poena, rezultat je nerešen i igraju se produžeci do konačne pobede.

## NBA

### Regularni deo
- Najviše postignutih poena u karijeri: Karim Abdul-Džabar (38.387 poena)
- Najviši prosek poena u karijeri: Majkl Džordan (30,12 poena)
- Najviše postignutih poena u jednoj sezoni: Vilt Čejmberlen (4029, u sezoni 1961/62.)
- Najviši prosek poena u jednoj sezoni: Vilt Čejmberlen (50,4 poena, u sezoni 1961/62.)
- Najviše postignutih poena u jednoj utakmici: Vilt Čejmberlen (100 poena, 3.2.1962. u utakmici između Filadelfija Voriorsa i Njujork Niksa)
- Najviše postignutih poena u jednom poluvremenu utakmice: Vilt Čejmberlen (59 poena)
- Najviše postigntih poena u jednoj četvrtini utakmice: Klej Tompson (37 poena)[2]
- Najviše postignutih poena u jednom produžetku utakmice: Stef Kari (17 poena)[3]

### Doigravanje
- Najviše postignutih poena u karijeri doigravanja: Majkl Džordan (5987 poena)
- Najviši prosjek poena u karijeri doigravanja: Majkl Džordan (33,4 poena)
- Najviše postignutih poena u jednoj utakmici doigravanja: Majkl Džordan (63 poena, 20.4.1986. u dvostrukom produžetku utakmice između Čikago Bulsa i Boston Seltiksa)
- Najviše postignutih poena u jednom poluvremenu utakmice doigravanja: Erik Flojd (39 poena)
- Najviše postignutih poena u jednoj utakmici  finala: Eldžin Bejlor (61 poen, 14.4.1962. u utakmici između Los Anđeles Lejkersa i Boston Seltiksa)
- Najviše postignutih poena u jednom poluvremenu utakmice NBA finala: Majkl Džordan (35 poena, 3.6.1992. u utakmici između Čikago Bulsa i Portland Trejlblejzersa)